# Jus de tomate
Le jus de tomate est un jus de fruits obtenu par traitement thermique de tomates fraîches hachées et filtrées, ou par dilution de concentré de tomate. Inventée en 1917 aux États-Unis, cette boisson est consommée directement, agrémentée de sel et d'épices (sel au céleri, citron, tabasco, sauce Worcestershire), ou peut servir d'ingrédient dans la préparation de cocktails (comme le bloody Mary) ou de plats (comme le gaspacho).
Ce jus de légumes présente de bonnes propriétés nutritives et de conservation. C'est un débouché secondaire du traitement industriel de la tomate, commercialisé sous cette forme ou présent uniquement comme état intermédiaire dans la préparation industrialisée de recettes à base de tomates.

## Historique

### Création de la recette
La boisson aurait été inventée aux États-Unis en 1917, par Louis Perrin, chef du French Lick Springs Hotel, à French Lick, dans l’Indiana, pour faire face à un manque d'oranges pour préparer les jus d'orange de la clientèle du matin,.

### Consécration
Depuis 1965, le jus de tomate est la boisson officielle de l’État de l’Ohio aux États-Unis.

### Définition
Au XXIe siècle, le jus de tomate est un jus de fruits obtenu par traitement thermique de tomates fraîches hachées et filtrées, ou par dilution de concentré de tomate,.

## Production

### Production mondiale
La production de jus de tomate est difficile à estimer car il s'agit d'un débouché mineur de la filière. En 2014, l'Organisation des Nations unies pour l'alimentation et l'agriculture (FAO) estime à 170 millions de tonnes la production mondiale de tomates fraîches.
La Société nationale interprofessionnelle de la tomate estime la part de tomate transformée (incluant le jus) à un quart de la consommation mondiale, soit environ 40 millions de tonnes.
À titre de comparaison, la production mondiale de carottes (deuxième légume de plus consommé en France derrière la tomate) est de 35,5 millions de tonnes en 2014, dont une faible part est transformée en jus.
En ce qui concerne les jus de fruits, la production mondiale de jus d'orange est de 55 millions de tonnes par an, la production mondiale de pommes est de 69,6 millions de tonnes en 2010 dont 20 % de pommes transformées et moins de 5 % pour le jus, y compris le cidre.
Selon le journaliste Jean-Baptiste Malet, auteur du livre L'Empire de l'or rouge, la moitié de la production de tomates destinées à la transformation industrielle pousse en Californie, en Italie ou au Xinjiang. Cette tomate possède une peau épaisse pour mieux résister au transport.

### Production industrielle

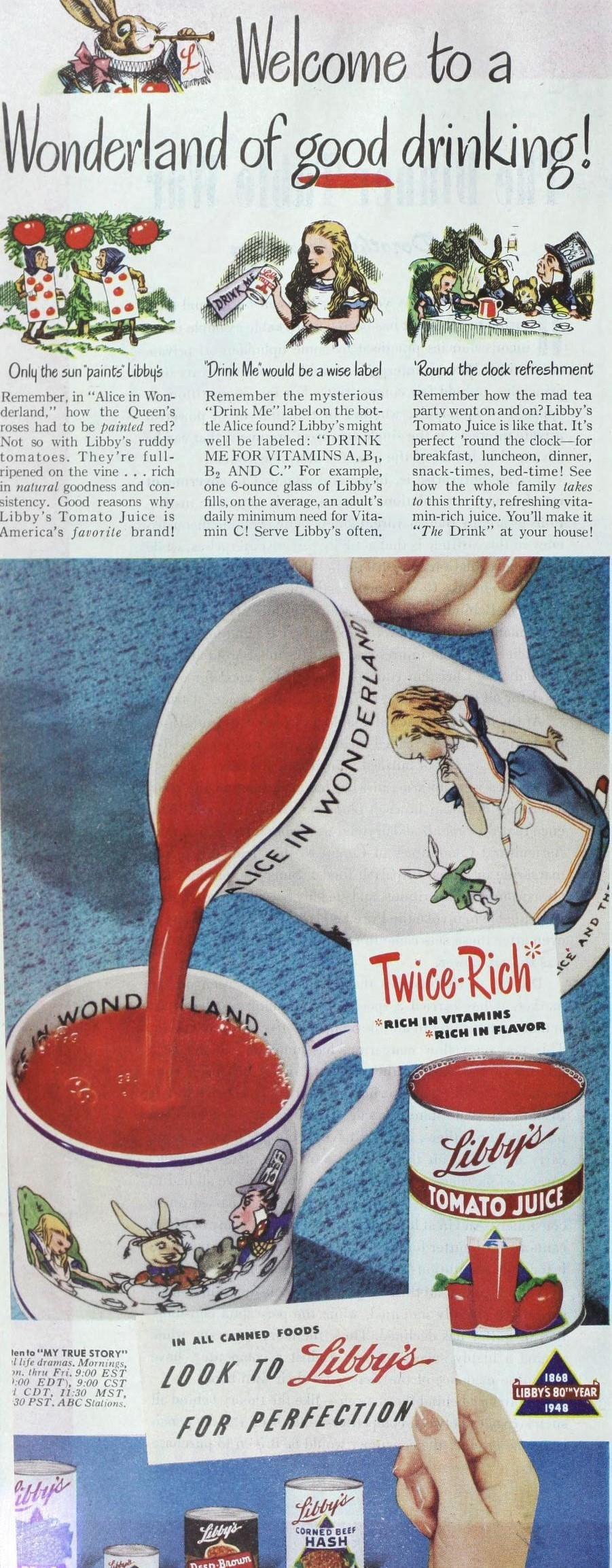
Publicité pour le jus de tomate en conserve dans le Ladies' Home Journal (1948).

Le jus de tomate est un débouché secondaire de la filière du traitement de la tomate. Les industries produisant de la conserve de tomates pelées trient et écartent les tomates ne présentant pas les caractéristiques requises, notamment de maturation, de couleur et de forme. Le produit de ce tri va servir à la production de concentré de tomate, soit pour être vendu tel quel, soit pour servir d'ingrédient dans les sauces tomates, soupes, ketchup... Les peaux sont alors séparées par pressage à chaud, traitement chimique (embruns de soude caustique ou enzymatique) ou pelage à froid. L'extraction du jus intervient pendant ou après le pelage. Dans le cas d'un concentré de tomate, le jus est ensuite concentré jusqu'à environ 32 brix environ (minimum 28 brix pour du double concentré de tomates, et 36 pour du triple). Une petite partie du jus de tomate est prélevée avant concentration pour être conditionnée en tant que jus de tomate, avec un brix supérieur à 5.
Un deuxième flux de process peut être employé, le procédé de concentration va a son terme, puis le jus de tomate est reconstitué « à partir de concentré de tomate dilué, homogénéisé et acidifié. ». Comme pour le jus d'orange, cette tolérance de la législation permet de stocker et transporter du concentré de tomate jusqu'au lieu de conditionnement, c'est-à-dire de moins gros volumes et de meilleures propriétés de conservation.
Les principales marques de jus de tomate produit de façon industrielle sont :
- V8 (en) - Campbell Soup Company
- Heinz (entreprise)
- Minute Maid - The Coca-Cola Company
- Pampryl - Orangina Suntory France
- Libby's (en)
- Clamato - Mott's (en) (Keurig Dr Pepper)
- Sarasay - Max Havelaar

### Conservation
De manière générale, après réception, nettoyage et tri, les tomates suivent un process de désactivation des enzymes, soit par une technique de traitement à chaud (stérilisation par cuisson), soit par un traitement à froid (pasteurisation) afin de garantir leur conservation. Pour les jus, les industriels évitent les traitements à chaud aussi bien lors de la désactivation des enzymes que du pelage afin d'éviter que la couleur rouge ne vire au brun.
Plusieurs ingrédients sont ajoutés avant conditionnement : le sel et un acidifiant tel que du jus de citron. Ces ingrédients participent à la conservation. Parfois un conservateur tel du sorbate de potassium est ajouté en complément.
Après homogénéisation du mélange, le jus de tomate est conditionné dans un emballage aseptique. La pasteurisation intervient après fermeture des contenants. L'étiquetage intervient après refroidissement. Selon le pH du liquide et la technique de conditionnement, une conservation au froid peut-être nécessaire.

### Réglementation en France
En France, les ingrédients autorisés dans le jus de tomate sont :
- tomates. La législation autorise la tomate à être reconstituée à partir de concentré et d'eau à hauteur du volume d'eau évaporé ;
- vitamines ;
- minéraux ;
- additifs alimentaires autorisés par le décret no 1925/2006 ;
- sel ;
- épices ;
- herbes aromatiques.

Le brix doit être supérieur à 5. Il n'est pas légal de modifier le brix autrement que par mélange entre différents jus à des brix différents.
Dans le cas particulier du nectar de tomate, de l'eau est ajoutée, et éventuellement du sucre (saccharose, glucose, fructose...) ou un édulcorant. Le pourcentage de tomate doit rester supérieur à 50 %.

## Consommation

### Recettes et assaisonnement
Si le jus de tomate peut théoriquement être consommé pur, c'est rarement le cas. Il est souvent assaisonné avec du sel au céleri (ou une branche de céleri), du citron, du basilic, du persil, de l'huile d'olive, du tabasco et parfois de la sauce Worcestershire ou de la poudre d'oignon, d'ail…
Le jus de tomate « maison » peut être fabriqué 100 % pur jus ou à partir de concentré de tomates (qui peut être double ou triple). Pour le jus acheté, il doit respecter la définition de l'ONU, c'est-à-dire : être « obtenu par traitement des tomates à l'eau chaude ou froide ou à la vapeur », il ne doit pas être ajouté de sucre.
Il est quasiment toujours agrémenté de sel à 3 ou 6 grammes par litre.
Le jus de tomate est utilisé dans de nombreuses recettes à base de tomate telles les soupes de tomate (gaspacho et salmorejo) ou encore les cocktails (bloody Mary et César).
Le jus de tomate est lui-même la base du Clamato, encore nommé jus de Clamato, jus de fruits à base de jus de tomate, de bouillon de palourde et d'épices, que l'on trouve principalement aux États-Unis, au Mexique, et au Canada.

### Bienfaits et effets secondaires
Le jus de tomate est affublé de nombreuses vertus, cependant aucune allégation santé spécifique au jus de tomate n'est autorisée en Europe et aux États-Unis. Les vertus ou effets secondaires du jus de tomate sont donc sujets à caution.
Le nombre d'allégations sur les bienfaits du jus de tomate rencontre un public préférant les aliments sains et santé ; la filière bio a donc investi le marché et une grande partie[Combien ?] des jus de tomate de toutes marques sont issus de l'agriculture biologique.

#### Études en cours
Une étude de scientifiques de la Graduate School of Agriculture de l'université de Kyoto montrerait les vertus anti-graisse du jus de tomate. Les résultats de cette étude ont fait l’objet d'une publication en 2012 et d’un reportage à la télévision japonaise entraînant quelques jours plus tard, une frénésie d’achat de jus de tomate. La tomate fraîche ou le jus de tomate frais agirait sur le métabolisme des triglycérides et donc le poids des souris, et donc peut-être des humains.
Aux États-Unis, des scientifiques concluent que le jus de tomate semble présenter un intérêt pour limiter les effets secondaires associés à la radiothérapie contre le cancer de la prostate,.
Une étude japonaise montre que la consommation de jus de tomate atténue les symptômes de la ménopause : anxiété, irrégularité du rythme cardiaque, bouffées de chaleur.
Une autre étude de l'université de Stockholm conclut que la consommation de jus de tomate diminue le niveau de stress oxydant de l'organisme.
Ces résultats sont confirmés par des chercheurs grecs qui ont réalisé des études de comportement sur des sportifs : ils ont constaté que le jus de tomate permet l’hydratation, qu'il est une source d’énergie, qu'il réduit aussi les risques d’infarctus et de décès prématuré, qu'il réduit les taux de molécules néfastes pour l’organisme, phénomène fréquent chez les sportifs ; les antioxydants contenus dans le jus de tomate expliqueraient ses vertus dans le cadre d’un programme sportif.

#### Selon la sagesse populaire
Parmi les qualités prêtées au jus de tomate, il serait diurétique, apéritif et rafraîchissant. Il préserverait l'organisme des maladies infectieuses et du scorbut. Il débarrasserait des calculs urinaires, biliaires, de la constipation et soulagerait de l'infection du transit intestinal. Utilisé sous forme de décoction, il régénérerait le visage, éliminerait les points noirs et les taches de la peau.

### Mystère de la consommation du jus de tomate en avion

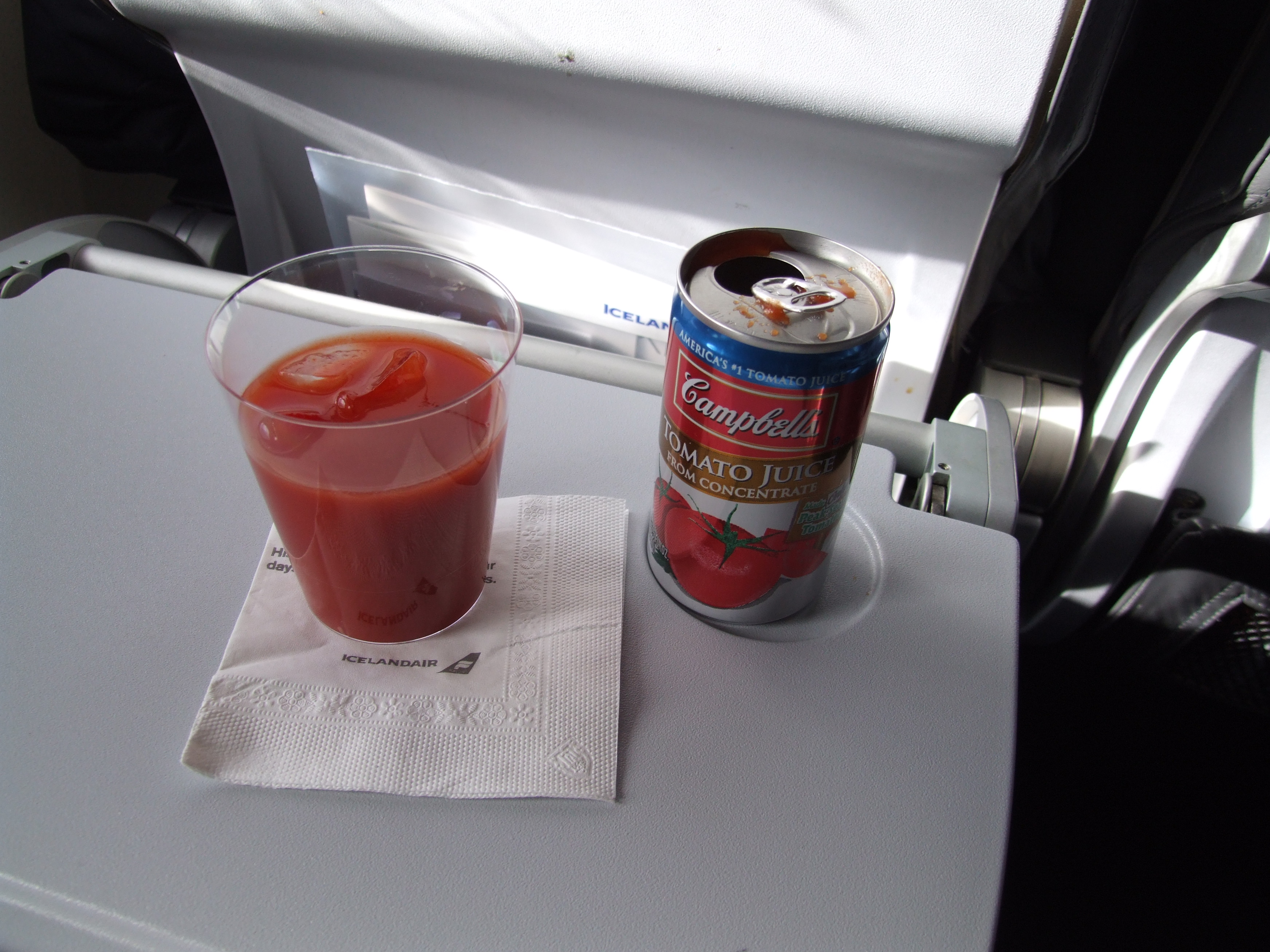
Jus de tomate Campbell's sur la tablette d'un vol d'Icelandair.

#### Constat
En 2008, la compagnie aérienne Lufthansa constate qu'elle écoule chaque année 1,7 million de litres de jus de tomate contre seulement 1,65 million de litres de bière, alors que les Allemands sont réputés pour ne pas être grands consommateurs de tomates lorsqu’ils sont à terre mais être de grands consommateurs de bière (ils en sont les quatrièmes consommateurs au monde). S'interrogeant sur les raisons de cette différence, elle lance une étude scientifique à l'Institut Fraunhofer de physique des bâtiments (IBP).

#### Causes physiques
Les résultats de cette étude sont publiés en 2010,,. Une autre étude est publiée dans Flavour en 2014 puis une étude de chercheurs de l'université Cornell est publiée en 2015,, toutes en réponse à la question : Pourquoi le jus de tomate est-il l'une des boissons préférées des passagers en avion, alors qu'il s'agit d'une boisson très peu consommée au sol ?
Ces études confirment que le consommateur ressent différemment le goût du jus de tomate au sol et en vol.
Pour la première étude, la différence viendrait de la différence de pression et de l'humidité de l’air qui diminuent fortement, ce qui influe sur notre réception des odeurs et des goûts, « un peu comme lorsqu'on attrape un rhume »,.
Pour la seconde étude,, la cause en serait les bruits blancs à l'intérieur de l'avion qui diminuent la perception des saveurs sucrées et salées et qui renforceraient l'umami. Cette cinquième saveur dont le nom est la contraction de deux mots japonais umai qui signifie délicieux et mi le goût, correspond au goût ni salé ni sucré ni acide ni amer. Ce goût enveloppant a la particularité de ne pas être affecté par l'altitude. Résultat, il serait plus facile de détecter l'umami du jus de tomate dans les airs.
La troisième étude confirme les deux précédentes : le jus de tomate a un goût différent en vol et un environnement bruyant modifie le goût des aliments. Elle conclut, « ce que nous appelons goût est déterminé par des stimulus multi-sensoriels ».

#### Causes psychologiques
Selon Ernst Derenthal, responsable de la restauration chez Lufthansa, la consommation de jus de tomate dans l'avion aurait surtout une base psychologique.
Si pour certains, elle provoquerait une sensation de satiété dans l’estomac, alors que pour d’autres ce serait un remède contre les nausées. Toutefois, la majorité des passagers choisiraient cette boisson par imitation. La majorité des passagers ne savent pas à l'avance ce qu'ils vont prendre et prennent juste la même boisson étrange que le voisin,.

#### Cause économico-historique
Au début de l’aviation civile commerciale — à la fin de la Première Guerre mondiale — voler était réservé aux personnes riches, les boissons étaient gratuites, les vols inconfortables (bruits, trous d'air…). Il n'était donc pas rare que les passagers commandent de l’alcool, voire arrivent complètement soûls, car l’alcool a la réputation d'aider à surmonter la peur de l’avion et la « boisson ferait plus d'effet en avion ».
Pour diminuer les coûts et éviter les débordements dus aux personnes avinées, mais aussi se soumettre à la prohibition — qui interdisait la vente et la consommation d'alcool dans plusieurs pays dont les États-Unis —, il fut proposé de favoriser la consommation de boissons sans alcool aux passagers. Le jus de tomate ayant une connotation exotique et moderne — il aurait été inventé en 1917 —, connut un succès immédiat, jusqu'à être choisi comme nom pour une association de promotion de l'aéronautique en 1933.
De plus, depuis les années 1970 et la dérégulation du secteur de l’aéronautique civil, concurrence aidant, les boissons alcoolisées sont devenues payantes dans de nombreuses compagnies aériennes, à de rares exceptions, alors que les boissons sans alcool comme le jus de tomate restent servies gratuitement.
La consommation de jus de tomate ne devrait pas aller en diminuant, de nombreuses compagnies interdisant — en partie ou totalement — les boissons alcoolisées pour des questions de sécurité (l'alcool a plus de 70° est considéré comme un liquide inflammable et donc une source potentielle d'incendie) ou pour des questions religieuses (l'alcool est réputé interdit dans la religion musulmane), voire économiques. Certaines compagnies aériennes,, mais aussi des États ou des membres du personnel navigant,, ont même demandé une interdiction générale de l’alcool à bord.

## Inventions liées au jus de tomate
En 1838, aurait été inventé par hasard un « papier de jus de tomate ».

« Le hasard préside souvent aux découvertes. M. Lamandès, imprimeur à Moissac, avait laissé tomber sur une table bien unie du jus de tomate (pomme d'amour), il y a environ trois mois. Dernièrement, désirant nettoyer le meuble, il s'aperçut que le jus, en se desséchant, avait pris la consistance du papier. Il l'enleva avec soin et put y tracer facilement plusieurs lignes d'écriture. Cette nouvelle espèce de papier, joint à une grande souplesse, assez de solidité, et ne paraît pas avoir besoin d'être collé, car l'encre ne coule nullement à sa surface. L'industrie s'emparera-t-elle de ce nouveau moyen de production ? La question est difficile à décider ; mais toujours importe t-il de constater ce fait. »

— Nouvelles diverses, Le Lithographe : Journal des artistes et des imprimeurs, d'après l'Écho du Cantal.
Plusieurs brevets de boissons à base de jus de tomate ont été publiés, tels une boisson alcoolisée contenant du jus de tomate et son procédé de fabrication ou encore des produits issus de la centrifugation d'un jus de tomate frais.

### Travaux scientifiques sur le jus de tomate
- Jean Nitsch, « Action du jus de tomate sur la croissance de certains tissus et organes végétaux », Bulletin de la Société botanique de France, vol. 101,‎ 1954, p. 433–440 (DOI 10.1080/00378941.1954.10837746)
- Jean Nitsch et Colette Nitsch, « Action synergique des auxines et du jus de tomate sur la croissance de tissus végétaux cultivés in vitro », Bulletin de la Société botanique de France, vol. 102,‎ 1955, p. 519–527 (DOI 10.1080/00378941.1955.10833322)
- Jean Nitsch, « Présence d'une substance type « cinétine » dans le jus de tomate », Bulletin de la Société botanique de France, vol. 107,‎ 1960, p. 263–267 (DOI 10.1080/00378941.1960.10837946)
- (en) Young-il Kim, Shizuka Hirai, Tsuyoshi Goto, Chie Ohyane, Haruya Takahashi, Taneaki Tsugane, Chiaki Konishi, Takashi Fujii, Shuji Inai, Yoko Iijima, Koh Aoki, Daisuke Shibata, Nobuyuki Takahashi et Teruo Kawada, « Potent PPARα Activator Derived from Tomato Juice, 13-oxo-9,11-Octadecadienoic Acid, Decreases Plasma and Hepatic Triglyceride in Obese Diabetic Mice », PLOS ONE, vol. 7, no 2, e31317,‎ février 2012 (PMID 22347463, PMCID PMC3276502, DOI 10.1371/journal.pone.0031317).
- (en) Mridul Datta et Martha L. Taylor (dir.), Impact of Tomato Juice on Radiation Side Effects and select Inflammatory Mediators in Prostate Cancer Patients undergoing Intensity Modulated Radiation Therapy, Université de Caroline du Nord à Greensboro, 2011, 278 p. (lire en ligne).
- (en) Mridul Datta, Martha L. Taylor et Bart Frizzell, « Dietary and Serum Lycopene Levels in Prostate Cancer Patients Undergoing Intensity-Modulated Radiation Therapy », Journal of Medicine Food, vol. 16, no 12,‎ décembre 2013, p. 1131–1137 (PMID 24180552, PMCID PMC3919478, DOI 10.1089/jmf.2012.0223).
- (en) Asuka Hirose, Masakazu Terauchi, Moe Tamura, Mihoko Akiyoshi, Yoko Owa, Kiyoko Kato et Toshiro Kubota, « Tomato juice intake increases resting energy expenditure and improves hypertriglyceridemia in middle-aged women: an open-label, single-arm study », Nutrition Journal (en), vol. 14,‎ 2015, p. 34–39 (PMID 25880734, PMCID PMC4406031, DOI 10.1186/s12937-015-0021-4).
- (en) Mats Harms-Ringdahl, Dag Jenssen et Siamak Haghdoost, « Tomato juice intake suppressed serum concentration of 8-oxodG after extensive physical activity », Nutrition Journal (en), vol. 11,‎ 2012, p. 29–33 (PMID 22551119, PMCID PMC3494535, DOI 10.1186/1475-2891-11-29).
- (en) Christina Tsitsimpikoua, Nassia Kioukia-Fougiab, Konstantinos Tsarouhasc, Panagiotis Stamatopoulosd, Elias Rentoukase, Aris Koudounakosf, Peter Papalexisc, Jyrki Liesivuorig et Athanasios Jamurtasi, « Administration of tomato juice ameliorates lactate dehydrogenase and creatinine kinase responses to anaerobic training », Food and Chemical Toxicology, vol. 61,‎ novembre 2013, p. 9–13 (PMID 23291317, DOI 10.1016/j.fct.2012.12.023).

### Travaux scientifiques sur la perception du goût du jus de tomate en avion
- (en) Andrea Burdack-Freitag, Dino Bullinger, Florian Mayer et Klaus Breuer, « Odor and taste perception at normal and low atmospheric pressure in a simulated aircraft cabin », Journal für Verbraucherschutz und Lebensmittelsicherheit, vol. 6, no 1,‎ mars 2011, p. 95–109 (DOI 10.1007/s00003-010-0630-y).
- (en) Charles Spence, Charles Michel et Barry Smith, « Airplane noise and the taste of umami », Flavour, vol. 3, no 2,‎ 20 février 2014 (DOI 10.1186/2044-7248-3-2).
- (en) Kimberly S. Yan et Robin Dando, « A crossmodal role for audition in taste perception », Journal of Experimental Psychology: Human Perception and Performance, vol. 41, no 3,‎ juin 2015, p. 590–596 (PMID 25775175, DOI 10.1037/xhp0000044).